# David Avendaño Ballina
David Avendaño Ballina, alías "el Hamburguesa" (nació en 1974), fue el supuesto líder de"las Goteras" una banda de sexoservidoras que envenenaban a sus clientes para robarles, entre 1997 y 2007, fueron responsables de decenas de muertes. Se le vincula con por lo menos 70 asesinatos, convirtiéndolo en el segundo asesino en serie más prolífico de México, solo después de  Delfina, María de Jesús, Carmen y Eva González "las Poquianchis".  
Su asociación delictiva operaba principalmente en bares y restaurantes de la Cd. de México, pero tenía presencia en varios estados de la república.   

## Modus operandi
Supuestamente, según declaraciones de miembros detenidos de la banda de las Goteras, David Avendaño junto con su esposa, Claudia Castillos Maya, lideraban la banda. 
Las Goteras deben su nombre a que usaban gotas oftalmológicas combinadas con bebidas embriagantes como veneno para perpetrar sus crímenes. Su modus operandi era sencillo y efectivo: las mujeres pertenecientes a la banda abordaban a sus víctimas y los conducían a moteles, donde les ofrecían alguna bebida embriagante de un alto grado etílico (tequila o vodka) combinadas con gotas oftalmológicas que poseyeran benzodiacepina o ciclopentolato en su fórmula. Estos compuestos combinados con el alcohol etílico actúan como supresores del sistema nervioso; el intoxicado con esta mezcla primero siente mareos y debilidad general, seguido de pérdida de la conciencia, finalmente fallecía de una falla cardiorrespiratoria.
Muchas veces las víctimas sobrevivían pero quedaba con varias secuelas (desde una terrible resaca, hasta ceguera o shock anafiláctico.) Y por miedo a la opinión social no denunciaban.

## Arresto
El 11 de mayo de 2007, es arrestada en la Cd. de México, una de las más importantes células de la banda; conformada por 18 personas (11 mujeres y 7 hombres). Los detenidos en sus declaraciones mencionan la existencia de más células asociadas a la banda y refieren a Avendaños como líder.
Un año después, tras varias investigaciones, David Avendaños es detenido, el 12 de febrero de 2008.

## La doble moral
La noticia de la existencia de una banda delictiva de tal naturaleza conmocionó a la opinión pública; las víctimas fueron rápidamente satanizadas. Más polémico fue que dentro de esta larga lista de muertes se encontraba la del cuñado de un exgobernador del estado de Chiapas.

## Nuevos casos
Un hecho reciente, a principios del 2009, hizo pensar que posiblemente la banda de las Goteras seguía en función, esto a pesar de las afirmaciones del gobierno federal que declaraba a la banda completamente extinta. 
En 14 de febrero de 2009, son encontrados los cadáveres de 2 luchadores profesionales de lucha libre, dentro de un hotel en la colonia Centro de la Cd. de México, se definió la causa de muerte como una falla respiratoria, se encontró rastros de benzodiacepina en los cuerpos; por lo que de inmediato se le atribuyó a la banda de las Goteras.
Este suceso apuntó a la posibilidad de que la banda como tal aún seguía en función y el arresto de Avendaño representó una estrategia política para poder ganar credibilidad con respecto a la lucha armada que se desarrollaba y aun se desarrolla (nunca se pugnó por la inocencia de Avendaño, pero si se llegó a creer que él sólo fue un simple integrante de la banda y no el líder) o, simplemente, fue una equivocación judicial. 
En realidad, esta hipótesis representó una línea de investigación a seguir, (era posible que la banda estuviera aun en función, pero esta era una ramificación o descendiente de la primera ya aprehendida; esto según el gobierno). Aunque tampoco se descartó la posibilidad que fueran imitadores o, simplemente, hechos aislados.
El 21 de julio y el 12 de agosto de 2009, fueron detenidas María de Los Ángeles Sánchez Rueda y Estela González Calva, las dos sexoservidoras responsables de los asesinatos de los 2 luchadores. Se descartó que fueran miembros de "Las Goteras", se determinó que este caso era de "copycat" (asesinas que se inspiraron en otros asesinos en serie, en este caso "Las Goteras"). Fueron sentenciadas, cada una, a 47 años de prisión.